# (7518) 1989 FG
A (7518) 1989 FG a Naprendszer kisbolygóövében található aszteroida. Szuzuki Kenzó és Furuta Tosimasza fedezte fel 1989. március 29-én.